# Färöische Fußballmeisterschaft 1978
Die Färöische Fußballmeisterschaft 1978 wurde in der 1. Deild genannten ersten färöischen Liga ausgetragen und war insgesamt die 36. Saison. Sie startete am 23. April 1978 und endete am 24. September 1978.
Aufsteiger MB Miðvágur kehrte nach 30 Jahren in die höchste Spielklasse zurück. Meister wurde HB Tórshavn, die den Titel somit zum zehnten Mal erringen konnten. HB blieb über die gesamte Spielzeit ungeschlagen. Dies schafften nach Einführung der 1. Deild bisher nur ÍF Fuglafjørður 1979 sowie B71 Sandur 1989. Titelverteidiger TB Tvøroyri landete auf dem zweiten Platz. Da die Liga zur nächsten Saison auf acht Mannschaften erweitert werden sollte, gab es in diesem Jahr keinen Absteiger.
Im Vergleich zur Vorsaison verbesserte sich die Torquote auf 3,29 pro Spiel. Den höchsten Sieg erzielte TB Tvøroyri mit einem 7:0 im Auswärtsspiel gegen MB Miðvágur am 13. und vorletzten Spieltag, was zugleich das torreichste Spiel darstellte.

## Modus
In der 1. Deild spielte jede Mannschaft an zwölf Spieltagen jeweils zwei Mal gegen jede andere. Die punktbeste Mannschaft zu Saisonende stand als Meister dieser Liga fest. Der Abstieg wurde für dieses Jahr ausgesetzt.

## Saisonverlauf
TB Tvøroyri erwischte mit fünf Siegen aus den ersten fünf Spielen einen perfekten Start in die Saison und belegte auch von Anfang an Platz eins. HB Tórshavn blieb in den ersten fünf Spielen zwar ebenfalls ungeschlagen, spielte jedoch vier Mal unentschieden. Im direkten Duell beider Mannschaften am siebten Spieltag schlug HB vor heimischer Kulisse TB mit 3:2 und konnte den Abstand auf zwei Punkte verkürzen. Zwischen beiden Mannschaften befand sich noch VB Vágur mit einem Punkt Abstand zur Spitze, die bereits am zweiten Spieltag ihre erste und bis zu diesem Zeitpunkt einzige Niederlage mit 1:4 im Heimspiel gegen TB Tvøroyri kassierten und sich am achten Spieltag zu Hause mit 0:2 gegen den neuen Zweiten HB Tórshavn geschlagen geben mussten, während der Vorsprung von TB auf Grund des 0:0-Unentschiedens gegen KÍ Klaksvík auf einen Punkt schmolz. Sowohl HB als auch TB gewannen ihre nächsten vier Spiele, so dass es am 14. und letzten Spieltag zur Entscheidung um die Meisterschaft kam. Hierbei trafen beide Teams direkt aufeinander. Das Heimspiel des Tabellenführers TB Tvøroyri ging mit 1:2 verloren, so dass diese ihre Spitzenposition, welche sie ununterbrochen vom ersten bis zum 13. Spieltag hielten, noch an HB Tórshavn abgeben mussten.

## Abschlusstabelle
| Pl. | Verein             | Sp. | S | U | N | Tore    | Diff. | Punkte |
| --- | ------------------ | --- | - | - | - | ------- | ----- | ------ |
| 1.  | HB Tórshavn        | 12  | 8 | 4 | 0 | 025:130 | +12   | 20:40  |
| 2.  | TB Tvøroyri (M, P) | 12  | 9 | 1 | 2 | 033:110 | +22   | 19:50  |
| 3.  | VB Vágur           | 12  | 5 | 3 | 4 | 021:220 | −1    | 13:11  |
| 4.  | ÍF Fuglafjørður    | 12  | 4 | 3 | 5 | 017:150 | +2    | 11:13  |
| 5.  | KÍ Klaksvík        | 12  | 1 | 7 | 4 | 015:200 | −5    | 09:15  |
| 6.  | MB Miðvágur (N)    | 12  | 1 | 5 | 6 | 015:300 | −15   | 07:17  |
| 7.  | B36 Tórshavn       | 12  | 1 | 3 | 8 | 012:270 | −15   | 05:19  |

Platzierungskriterien: 1. Punkte – 2. Tordifferenz – 3. geschossene Tore

| (M) | Meister des Vorjahrs           |
| (P) | Pokalsieger des Vorjahrs       |
| (N) | Neuaufsteiger aus der 2. Deild |

## Spiele und Ergebnisse
|                 | B36 | HB  | ÍF  | KÍ  | MB  | TB  | VB  |
| --------------- | --- | --- | --- | --- | --- | --- | --- |
| B36 Tórshavn    |     | 0:2 | 0:2 | 0:0 | 2:2 | 0:2 | 1:5 |
| HB Tórshavn     | 2:0 |     | 2:1 | 2:1 | 2:2 | 3:2 | 1:1 |
| ÍF Fuglafjørður | 3:2 | 1:1 |     | 0:1 | 4:0 | 1:3 | 3:0 |
| KÍ Klaksvík     | 2:2 | 2:2 | 1:1 |     | 3:3 | 0:0 | 3:3 |
| MB Miðvágur     | 1:2 | 2:4 | 1:1 | 2:1 |     | 0:7 | 1:2 |
| TB Tvøroyri     | 4:2 | 1:2 | 2:0 | 3:0 | 1:0 |     | 4:2 |
| VB Vágur        | 2:1 | 0:2 | 2:0 | 2:1 | 1:1 | 1:4 |     |

## Trainer
| Mannschaft      | Trainer                | Spieltage |
| --------------- | ---------------------- | --------- |
| B36 Tórshavn    | Jacob Thomsen          | 01–14     |
| HB Tórshavn     | Jóhan Nielsen          | 01–14     |
| ÍF Fuglafjørður | Ken Wibberley          | 01–07     |
| ÍF Fuglafjørður | Petur Sigurð Rasmussen | 08–14     |
| KÍ Klaksvík     | Tony Paris             | 01–14     |
| MB Miðvágur     | Árni Frederiksen       | 01–14     |
| TB Tvøroyri     | Kent Falkenvig         | 01–14     |
| VB Vágur        | unbekannt              | 01–14     |

Abgesehen vom unklaren Status bei VB Vágur gab es während der gesamten Saison nur einen Trainerwechsel, welcher auf die Tabellensituation jedoch keinen Einfluss hatte.

## Spielstätten
| Mannschaft      | Stadion        | Spielort     |
| --------------- | -------------- | ------------ |
| B36 Tórshavn    | Gundadalur     | Tórshavn     |
| HB Tórshavn     | Gundadalur     | Tórshavn     |
| ÍF Fuglafjørður | Í Fløtugerði   | Fuglafjørður |
| KÍ Klaksvík     | Við Djúpumýrar | Klaksvík     |
| MB Miðvágur     | Við Kirkjar    | Miðvágur     |
| TB Tvøroyri     | Sevmýri        | Tvøroyri     |
| VB Vágur        | Á Eiðinum      | Vágur        |

## Schiedsrichter
Folgende Schiedsrichter, darunter einer aus Dänemark, leiteten die 42 Erstligaspiele (zu acht Spielen fehlen die Daten):
| Name                | Stammverein  | Spiele |
| ------------------- | ------------ | ------ |
| Baldvin Baldvinsson | B36 Tórshavn | 05     |
| Hákun Egholm        | B36 Tórshavn | 03     |
| Søren Thorning      | HB Tórshavn  | 03     |
| Símun Berg          | Royn Hvalba  | 02     |
| Egga Jensen         | HB Tórshavn  | 02     |
| Poli Justinussen    | NSÍ Runavík  | 02     |
| Robert McBirnie     | VB Vágur     | 02     |
| Magnus Mikkelsen    | KÍ Klaksvík  | 02     |
| Levi Niclasen       | Royn Hvalba  | 02     |

Weitere zehn Schiedsrichter leiteten jeweils ein Spiel.

## Die Meistermannschaft
In Klammern sind die Anzahl der Einsätze genannt (zu einem Spiel fehlen die Daten), die Anzahl der erzielten Tore ist nicht bekannt.
| 1. | HB Tórshavn |
|    | Hallur Andreassen (4) \| Palli Askham (1) \| Bjarni Clementsen (9) \| Eyðun Dal-Christiansen (3) \| Ernst Dalsgarð (8) \| Áki Davidsen (5) \| Suni Jacobsen (10) \| Sverri Jacobsen (10) \| Heini Joensen (1) \| Óli Jákup Kristoffersen (12) \| Eyðfinn Lamhauge (10) \| Elias Mikkelsen (9) \| Mikkjal Mikkelsen (5) \| Eyðfinn Mortensen (3) \| Óli Mouritsen (2) \| Kári Nielsen (9) \| Torben Nielsen (2) \| Heri Nolsøe (5) \| Helgi Olsen (3) \| Manni Persson (9) \| Eirikur Rasmussen (3) \| Thordur Thorsteinsson (6) ohne Einsatz: Hákun Djurhuus \| Hanus Højgaard \| Jóhan Nielsen \| Jákup Reinert - Trainer: Jóhan Nielsen |

## Nationaler Pokal
Im Landespokal gewann HB Tórshavn mit 3:1 im Entscheidungsspiel gegen TB Tvøroyri und erreichte dadurch das Double.